# Kanton Niederaula
Der Kanton Niederaula war eine Verwaltungseinheit im Distrikt Hersfeld des Departements der Werra im napoleonischen Königreich Westphalen.  Hauptort des Kantons und Sitz des Friedensgerichts für den Kanton war der Ort Niederaula im heutigen Landkreis Hersfeld-Rotenburg.  Der Kanton umfasste 11 Dörfer und Weiler, hatte 3.093 Einwohner und eine Fläche von 1,60 Quadratmeilen.
Zum Kanton gehörten die Orte:
- Niederaula
- Allendorf in der Wüste, mit Reimboldshausen und Kemmerode
- Asbach, mit Beiershausen und Falkenbach
- Hattenbach
- Kirchheim, Gershausen und Kleba